# Ratamahatta
A canção Ratamahatta foi o nono single da banda brasileira Sepultura, e primeiro single do álbum Roots, de 1996. Foi escrita pela banda em parceria com o cantor Carlinhos Brown, que também atua cantando.
Além de Carlinhos Brown, o músico David Silveria, do Korn, faz uma participação como percussionista.

## Faixas
1. Ratamahatta (Edit) - 03:15
2. War (cover do Bob Marley) - 06:41
3. Dusted (versão demo) - 04:27
4. Roots Bloody Roots (versão demo) - 03:33
5. Slave New World (ao vivo) - 02:47
6. Amen/Inner Self (ao vivo) - 08:44

## Créditos

### Sepultura
- Max Cavalera - vocais, guitarra
- Carlinhos Brown - vocais
- Andreas Kisser - guitarra
- Paulo Jr. - baixo
- Igor Cavalera - bateria
- David Silveria - Percussão

### Ficha Técnica
- Produção: Ross Robinson
- Mixagem: Andy Wallace

## Desempenho nas Paradas Musicais
| Ano  | Parada Musical   | Desempenho | Ref.  |
| ---- | ---------------- | ---------- | ----- |
| 1996 | UK Singles Chart | 23         | [ 2 ] |

## Videoclipe
O videoclipe da canção foi dirigido por Fred Stuhr e foi gravado com uma técnica denominada Stop Motion.

## Prêmios e indicações
Em dezembro de 2012, o videoclipe de Ratamahatta apareceu na 5ª colocação na lista de "O Melhor Clipe Brasileiro de Todos os Tempos", pelo jornal Folha de S.Paulo.
| Ano  | Prêmio                 | Categoria            | Resultado |
| ---- | ---------------------- | -------------------- | --------- |
| 1997 | MTV Video Music Brasil | Escolha da Audiência | Indicado  |
| 1997 | MTV Video Music Brasil | Videoclipe de Rock   | Venceu    |